# 박바라
박바라는 대한민국의 텔레비전 드라마 작가이다. 초등학교 4학년 때부터 작가를 꿈꿨다. 서울예대 극작과를 졸업한 후, 홍보 영상 시나리오 작성과 제안서 기획 일을 했다. 2014년 KBS 신인 작가 그룹(하반기)에 선발되어 6개월간 활동했다. 2019년 'O'PEN 스토리텔러' 공모전에 당선되어 작가의 길로 들어섰다. 소녀 시절부터 간직한 꿈이 서른을 훌쩍 넘어 결실을 맺은 것이다. ‘바라보다’라는 뜻을 담아 부모님이 지어주신 이름처럼, 꿈을 바라보고 즐기며 꾸준히 걸어온 덕분이 아닌가 싶다. 드라마를 쓸 수 있어, 보여줄 수 있어 더없이 감사하다.

## 학력
- 서울예술전문대학 극작과를 전문학사 (졸업)

## 주요 작품
- 2019년 tvN 《너테, 얼음의 다락》 ... 집필[3]
- 2022년 tvN 토일 미니시리즈 《슈룹》 ... 집필[4][5]

## 대본집
- 오펜 드라마 작품집 상[6]
- 슈룹 1·2 세트 : 박바라 대본집[7][8]

## 수상 및 후보
| 연도 | 시상식                                 | 부문                        | 작품              | 결과 | 출처          |
| ---- | -------------------------------------- | --------------------------- | ----------------- | ---- | ------------- |
| 2019 | O’PEN 스토리텔러                       | 시상                        | 너테, 얼음의 다락 | 수상 | [ 9 ]         |
| 2023 | KCA한국소비자평가 '소비자의 날 시상식' | 극본상                      | 슈룹              | 수상 | [ 10 ]        |
| 2023 | 벡델데이                               | 벡델초이스에는 시리즈물     | 슈룹              | 수상 | [ 11 ] [ 12 ] |
| 2023 | 벡델데이                               | 시리즈 부문 벡델리안 배우상 | 슈룹              | 수상 | [ 11 ] [ 12 ] |